# Селищенский сельсовет (Витебская область)
Селищенский сельсовет — упразднённая административная единица на территории Ушачского района Витебской области Белоруссии.

## Состав
Селищенский сельсовет включал 15 населённых пунктов:
- Аникевщина — деревня.
- Боярщина — деревня.
- Вотьковичи — деревня.
- Двор-Зерченицы — деревня.
- Загузье — деревня.
- Заозерье — деревня.
- Зерченицы — деревня.
- Ложане — деревня.
- Мажуйки — деревня.
- Марьянполье — деревня.
- Матырино — деревня.
- Рыбаки — деревня.
- Селище — деревня.
- Солонец 1 — деревня.
- Солонец 2 — деревня.